# Quảng cáo Pizza Hut có sự góp mặt của Mikhail Gorbachyov
Nhà lãnh đạo cuối cùng của Liên Xô, Mikhail Sergeyevich Gorbachyov, từng xuất hiện trong một đoạn quảng cáo của Pizza Hut vào năm 1998, được quay vào tháng 11 năm 1997 trên Quảng trường Đỏ và trong một nhà hàng Pizza Hut ở khu vực khác của Moskva. Đoạn quảng cáo được phát sóng ở châu Âu (trừ Nga) và Hoa Kỳ vào tháng 1 năm 1998.
Trong đoạn phim, một gia đình đang ngồi ăn trong quán Pizza Hut thì bất chợt thấy Gorbachyov đi vào; họ liền bàn tàn với nhau về di sản chính trị của ông ta. Người con trai và người bố cãi nhau vì bất đồng quan điểm, cho tới khi người mẹ ngắt lời và bảo rằng Gorbachyov đã cho họ Pizza Hut. Khách khứa trong quán nghe thấy vậy liền đứng dậy hò reo tên của Gorbachyov. 
Gorbachyov tích góp thù lao nhận được từ dự án này vào quỹ tư do ông thành lập. Đoạn quảng cáo thường được nhìn nhận như là biểu tượng cho sự chiến thắng của chủ nghĩa tư bản bên trong đất nước Liên Xô theo chủ nghĩa xã hội.

## Nội dung
Đoạn quảng cáo bắt đầu với không ảnh của Nhà thờ chính tòa Chúa Kitô Đấng Cứu Độ và Quảng trường Manezhnaya ở Moskva nhìn từ góc Khách sạn Bốn mùa sau một cơn tuyết rơi. Gorbachyov che ô, dắt cháu gái Anastasia Virganskaya đi trên con đường phủ tuyết với hậu cảnh là Nhà thờ Thánh Basil. Họ tạt vào quán Pizza Hut trên Quảng trường Đỏ và chiếm bàn trong góc để ngồi.
Người cha (do Richard Marner thủ vai) của một gia đình ngồi cạnh nhận ra ngay Gorbachyov và than phiền: "Vì ông ấy, chúng ta có lẫn lộn kinh tế." Song con trai ông phản đối: "Vì ông ấy, chúng ta có cơ hội." Hai cha con cứ thế cãi nhau: "Vì ông ấy, chúng ta có bất ổn chính trị" – "Vì ông ấy, chúng ta có tự do" – "Hỗn loạn hoàn toàn" – "Hy vọng!". Bà mẹ bèn chen ngang: "Vì ông ấy mà ta có nhiều thứ ... như Pizza Hut chẳng hạn." Thế là cả gia đình vui vẻ đồng thuận. Cả quán ăn liền đứng dậy, mỗi người cầm trên tay một lát pizza, đồng thanh hô "Gorbachyov". Máy quay liền chuyển sang một Gorbachyov đang tươi cười trong tiếng hò reo của mọi người.
Người dẫn quảng cáo chêm lời: "Đôi khi, không gì đoàn kết mọi người bằng một chiếc pizza nóng hổi ngon lành từ Pizza Hut." Tiếng hoan hô dần lớn lên, như thể vang vọng toàn Moskva. Ở cuối quảng cáo, khẩu hiệu "Good friends. Great pizza." [Bạn bè tốt. Pizza tuyệt hảo] xuất hiện trên màn hình. Ngoài ra cũng có phiên bản khác trình chiếu khẩu hiệu "Have you been to the edge?".

## Bối cảnh

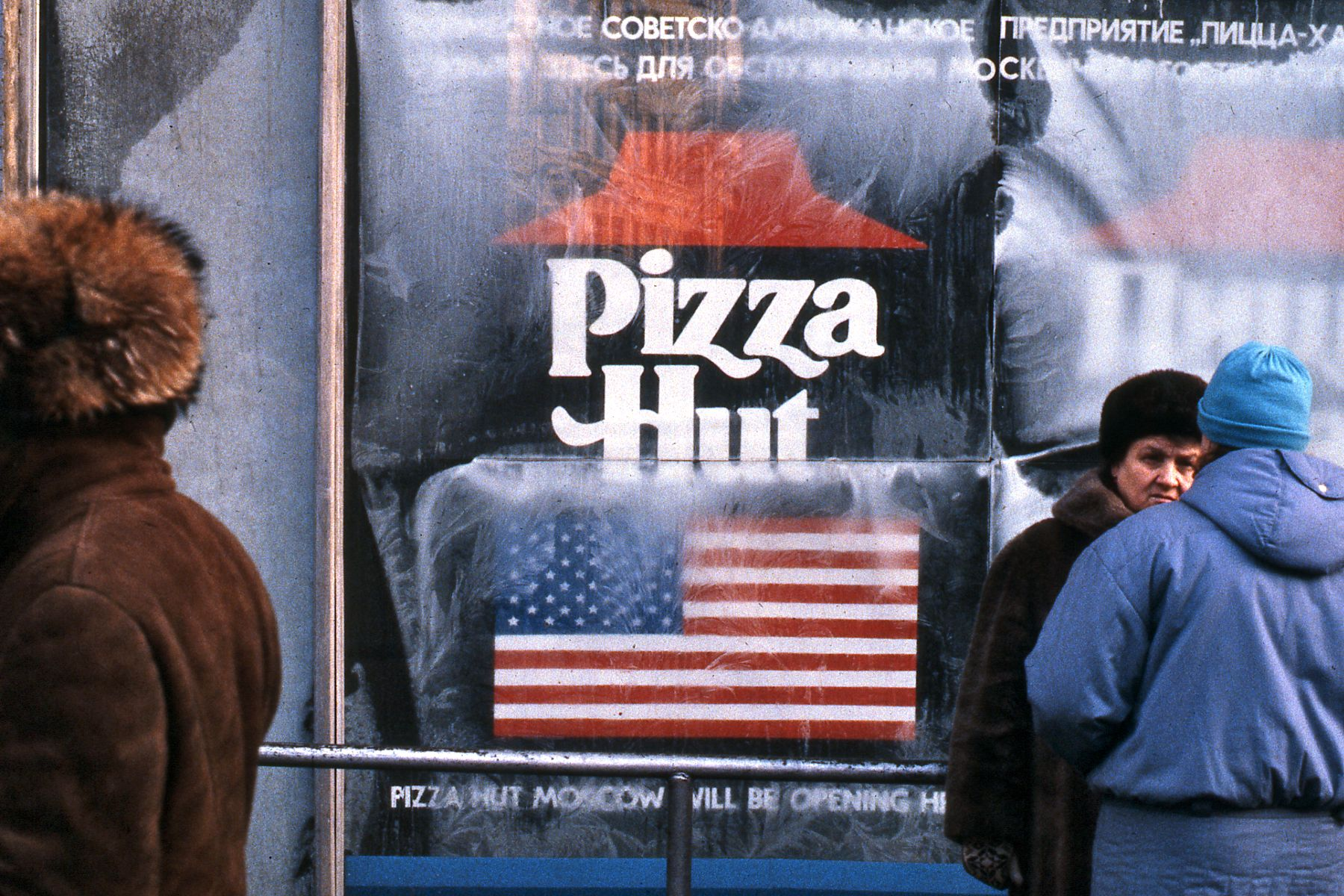
Áp phích quảng cáo Pizza Hut ở Moskva, trước thời điểm mở cửa vào năm 1990

Chi nhánh Pizza Hut ở Moskva mở cửa đón khách vào năm 1990, một vài tháng trước khi cửa hàng McDonald đầu tiên ở Nga đi vào hoạt động. Pizza Hut là một trong những chuỗi cửa hàng tư nhân ngoại quốc đầu tiên được phép hoạt động trên lãnh thổ Nga Xô viết, nhờ một phần không nhỏ vào chính sách perestroika của Gorbachyov. Ý tưởng về việc này vốn bắt nguồn từ mối quan hệ hữu hảo giữa Anatoly Dobrynin, Đại sứ Liên Xô ở Hoa Kỳ, và Donald M. Kendall, CEO của công ty PepsiCo. Đây được coi là thương vụ lớn nhất giữa nhà nước Liên Xô và một công ty tư nhân Hoa Kỳ. Tuy nhiên, sau khi Liên Xô sụp đổ vào năm 1991, chuỗi cung ứng Pizza Hut ở Nga bị gián đoạn, vì thế nên thỏa thuận này đâm ra phá sản.
Phải mất nhiều tháng thì hai bên mới đi đến thỏa hiệp; sở dĩ bởi, ngoài lý do muốn tăng thù lao, thì Gorbachev cũng lưỡng lự chưa biết có nên tham gia hay không. Katie O'Neill Bistrian của IMG là người đàm phán thay mặt cho Gorbachev. Vợ của Gorbachev, bà Raisa Gorbacheva, e ngại việc này sẽ gây ảnh hưởng xấu đến danh tiếng của chồng. Gorbachev rốt cuộc chấp thuận, với điều kiện là ông sẽ được xét duyệt kịch bản cuối cùng. Ông sẽ không ăn pizza trên quảng cáo, điều mà khiến Pizza Hut rất thất vọng. O'Neill Bistrian khuyến nghị rằng một thành viên trong gia đình Gorbachev sẽ ăn pizza thay ông, dẫn đến việc cháu gái của Gorbachev cũng được lên quảng cáo.
Khoản thù lao chính xác được trả cho Gorbachev chưa bao giờ được tiết lộ. Theo tờ The New York Times, một số báo cáo cho rằng Gorbachev lĩnh gần 1 triệu đô-la Mỹ (tương đương $2M vào năm 2022) cho vai diễn. Gorbachev khẳng định khoản tiền đó sẽ được tích góp vào Quỹ nghiên cứu mang tên ông. Theo lời kể từ đại diện của Gorbachev với đài CNN, ông đã nói rằng :
| “ | Tôi đang trong quá trình xây dựng một thư viện và một kho lưu trữ perestroika, và dự án này cần một nguồn tài trợ. Perestroika tạo sự thúc đẩy cho nước Nga và cho cả thế giới. Tôi thấy rất quan trọng rằng tất cả mọi sự đã xảy ra phải được bảo tồn trong hai trung tâm này. Nó là một bộ phận không thể thiếu của cuộc sống. Nó không chỉ là sự tiêu thụ, nó cũng đang xã hội hóa. Nếu tôi không thấy nó có ích cho nhân dân, thì tôi cũng chẳng đồng ý làm nó đâu. | ” |

## Sản xuất

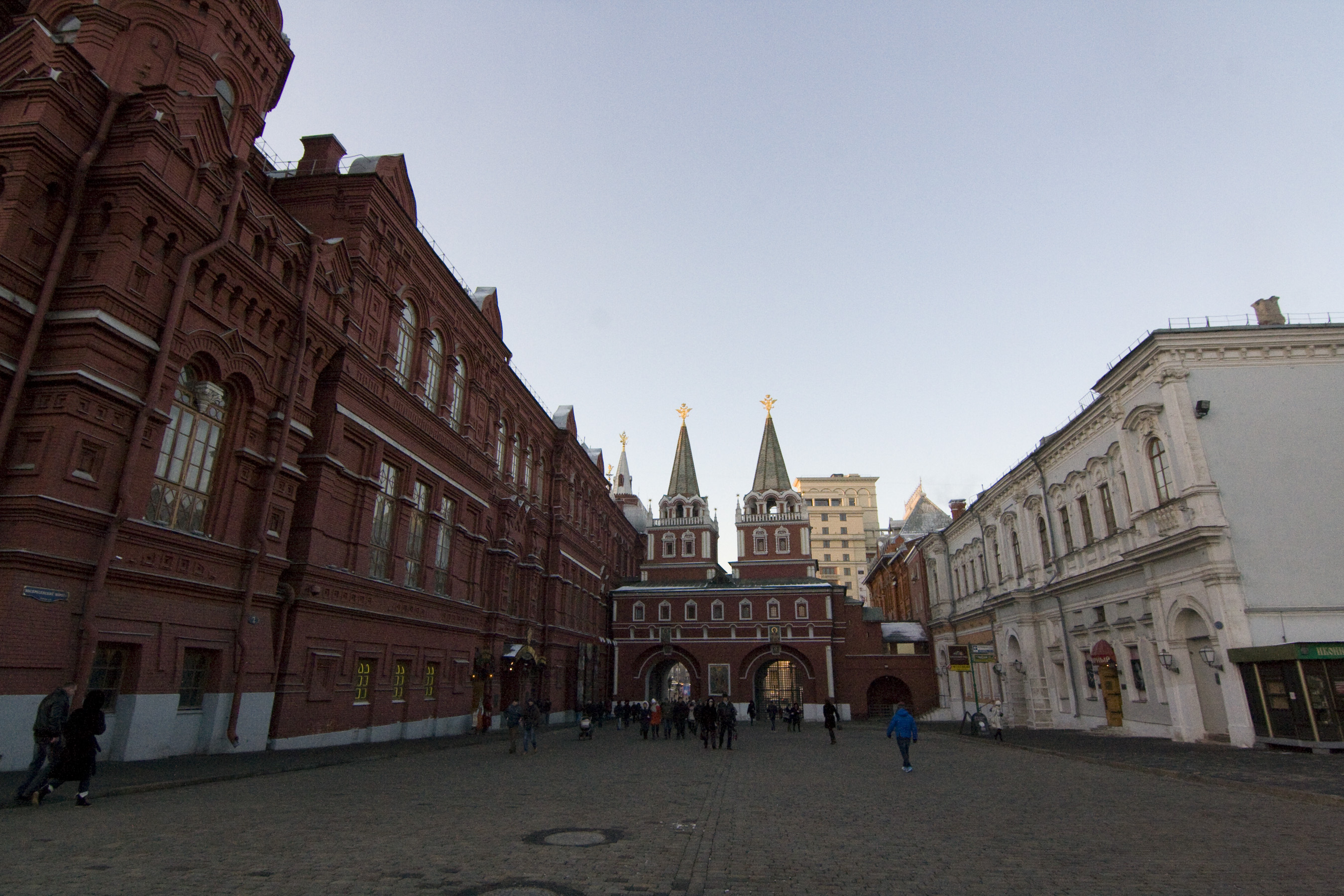
Tòa nhà màu trắng ở bên phải (một cừa hàng trang sức) được sử dụng trong đoạn quảng cáo. Giữa bức ảnh là Cổng Tái sinh nổi tiếng ở Moskva.

O'Neill Bistrian, đạo diễn Peter Smillie và ê-kíp làm phim bay tới Moskva vào tháng 11 năm 1997. Giai đoạn tiền sản xuất kéo dài trong vài ngày, còn giai đoạn quay phim chính chỉ mất hai ngày. Gorbachev tới muộn trên một chiếc limo. Quảng trường Đỏ được đóng cửa trong một ngày quay phim. Quán Pizza Hut ở Quảng trường trên quảng cáo thực ra là một cửa hàng trang sức đã được bày bố lại ở bên ngoài. Phần nội thất bên trong được quay ở một quán Pizza Hut ở khu vực khác của Moskva. Để có được các cảnh quay bao quát Quảng trường Đỏ và các nhà thờ, ê-kíp đã nâng các máy quay lên tận trên nóc Điện Kremlin. Tuyết rơi đã tạo ra không ít thách thức trong quá trình quay. Đoạn phim sau đó được biên tập bởi Clayton Hemmert của hãng Crew Cuts. Ông là người có đóng góp chính cho phần cuối của quảng cáo, chèn thêm âm dội và tiếng hò reo được sang âm chồng lên nhau. Theo ước tính, chi phí sản xuất cũng phải ít nhất vài triệu đô.